# OPEN THE LIFE
『OPEN THE LIFE』（オープン ザ ライフ）とは、2009年2月4日発表のi-nosの2ndアルバム。レコードレーベルは発売元BLUE MUSIC ENTERTAINMENT/ 販売元ポニーキャニオン。

## 解説
i-nosのカラー色である白を題材に、女神（または天使）をイメージさせるジャケットとなっている。メジャーとしての流通第一弾となった2ndミニアルバム。

## 収録曲
01. prelude　　作詞・作曲・編曲：hotta
ピアノ小曲。前ぶれ、前兆、音楽的には前奏曲や序曲の意味。アルバムの本編に向かう意味深なものを連想させている。
02. open the life　　作詞・作曲・編曲：hotta
伝えたい気持ちを届けたいという強い想いから生まれた楽曲。辿った過去、生きてきた日々を胸に、その先の路を切り開くためのエール。この楽曲はi-nosの要の存在だと語られている。後に‘HOTEL BESTLAND’のCMソングとなる。
03. p(e)acemaker　　作詞・作曲・編曲：hotta
読み方はペースメーカー。実際に心臓ペースメーカーを入れたある女性がモデルになったとされ、この女性に出逢ったことで生きていることの尊さを得たと語られている。この楽曲はハートのアクセサリー‘pacemaker（ペースメーカー）’を持った 彼女の‘peacemaker（ピースメーカー）’な力の音として表現している。
04. close to you　　作詞・作曲・編曲：hotta
遠距離恋愛が題材となっている。遠く離れていても同じ夕焼けを見られるように空はつながっている、ふたりはつながっているという楽曲。
05. wish　　作詞・作曲・編曲：hotta
つないだ手は暖かく、その手はずっと離れることなく、想いも離れることなく。見送る電車の扉が閉まっても、手を振って別れても、大切なひとを想う心は果てない。ずっと一緒にいられるその日を信じて自分を磨いていこうという楽曲。
06. along the way　　作詞・作曲・編曲：hotta
自分の決めた路が間違っていたとしても応援してくれるひとがいる。それを活力として後悔しないための航海を目指すという楽曲。
※楽曲解説はhottaの公式ブログから抜粋、曲目はCD版を参照した。

## その他
- この2ndアルバムより作詞・作曲・編曲者の表記が前作アルバムの‘youichi hotta’から‘hotta’となった。